# Fernandinita
La fernandinita és un mineral de la classe dels òxids que pertany al grup de la straczekita. Va ser anomenada així el 1915 per Waldemar Theodore Schaller en honor a Eulogio Erasmo Fernandini de la Quintana (13 de setembre de 1860, Ica Perú - 24 de desembre de 1947, Lima, Perú), propietari del dipòsit de Minasragra, la seva localitat tipus. El nom va ser desacreditat el 1989 i revalidat novament el 1994.

## Característiques
La fernandinita és un òxid de fórmula química (Ca,Na,K)₀.₉(V⁵⁺,V⁴⁺,Fe²⁺,Ti)₈O₂₀(H₂O)₄. Es tracta d'una espècie aprovada per l'Associació Mineralògica Internacional, i publicada per primera vegada el 1915. Cristal·litza en el sistema monoclínic. La seva duresa a l'escala de Mohs es troba entre 2 i 3.
Les mostres que van servir per a determinar l'espècie, el que es coneix com a material tipus, es troben conservades a les col·leccions mineralògiques del Museu Nacional d'Història Natural, l'Smithsonian, situat a Washington DC (Estats Units), amb els números de registre: #87661 i r5706.

## Formació i jaciments
Va ser descoberta a la mina Ragra, situada al districte d'Huayllay, dins la província de Pasco (Pasco, Perú). També ha estat descrita en diverses mines dels estats d'Arizona, Colorado i Utah, als Estats Units.